# Narcosi da azoto
La narcosi da azoto (detta anche ebbrezza da alti fondali o effetto "Martini") è un'alterazione reversibile della coscienza che si verifica durante l'immersione in profondità. È causata dall'effetto anestetico di alcuni gas respirati a pressioni superiori a quella atmosferica. La narcosi produce uno stato simile all'ubriachezza (intossicazione da etanolo) o all'inalazione di ossido di diazoto. Può verificarsi anche durante immersioni poco profonde, ma di solito diventa evidente a profondità superiori a 30 metri (100 piedi).
Fatta eccezione per l'elio e probabilmente il neon, tutti i gas hanno un effetto narcotico, sebbene in modo molto diverso. Si è osservato che l'effetto narcotico è maggiore per i gas con una maggiore solubilità lipidica, e sebbene il meccanismo di questo fenomeno non sia ancora del tutto chiaro, ci sono buone prove che le due proprietà siano correlate. Il problema principale è che la narcosi può portare ad alterazioni mentali pericolose con l'aumentare della profondità. I subacquei possono imparare a far fronte ad alcuni effetti della narcosi, ma svilupparne una completa tolleranza non sembra possibile. La narcosi colpisce tutti i subacquei, ma la sensibilità varia ampiamente tra gli individui e da un'immersione all'altra.
La narcosi può essere completamente risolta in pochi minuti risalendo a una profondità inferiore, senza effetti a lungo termine. Pertanto la narcosi durante le immersioni in acque libere raramente si trasforma in un problema serio, purché i subacquei siano consapevoli dei sintomi e quindi siano in grado di risalire per gestirli. Immergersi oltre i 40 m (130 piedi) è generalmente considerato al di fuori dell'ambito delle immersioni ricreative. Per immergersi a grandi profondità, poiché la narcosi da azoto e la tossicità dell'ossigeno diventano fattori di rischio critici, è necessaria una formazione specifica nell'uso di varie miscele di gas contenenti elio, come trimix o heliox. Queste miscele prevengono la narcosi sostituendo parte o tutta la frazione inerte del gas respirabile con elio.

## Classificazione
La narcosi deriva dalla respirazione di gas a pressione elevata e può essere classificata in base al principale gas coinvolto. I gas nobili, ad eccezione dell'elio e probabilmente del neon, così come l'azoto, l'ossigeno e l'idrogeno provocano un declino della funzione mentale, con effetti sulla funzione psicomotoria (processi che influenzano la coordinazione dei processi sensoriali o cognitivi e l'attività motoria) anche molto diversi. L'anidride carbonica provoca una consistente diminuzione delle funzioni mentali e psicomotorie. I gas nobili argon, kripton e xeno sono più narcotici dell'azoto a una data pressione, dove lo xeno mostra effetti anestetici già all'80% di concentrazione alla pressione atmosferica in condizioni normali (a livello del mare). Storicamente poco utilizzato poiché molto costoso, lo xeno è stato impiegato con successo nella chirurgia, e viene ancora proposto e studiato per i prodotti anestetici.

## Segni e sintomi
A causa dei suoi effetti di alterazione della percezione, l'inizio della narcosi da azoto può essere difficile da riconoscere. Nella sua forma meno grave, la narcosi provoca sollievo dallo stress e dall'ansia, e una sensazione di tranquillità. Questi effetti sono essenzialmente identici alla narcosi da ossido di diazoto. Assomigliano anche (ma non completamente) agli effetti dell'alcool e delle ben note droghe benzodiazepiniche come il diazepam e l'alprazolam. Tali effetti non sono dannosi a meno che portino al non riconoscimento di un pericolo immediato, che non viene quindi affrontato. A una data profondità gli effetti rimangono generalmente immutati dopo che si sono stabilizzati, peggiorando solo se il subacqueo si avventura ad una profondità maggiore.
Gli aspetti più pericolosi della narcosi sono la compromissione del giudizio, della capacità di svolgere più compiti contemporaneamente, e la perdita della capacità decisionale, della concentrazione, e della coordinazione. Altri effetti includono vertigini e disturbi visivi o uditivi. La sindrome può causare euforia, vertigini, ansia estrema, depressione o paranoia, a seconda del singolo individuo e della storia medica personale. Quando è più grave, il subacqueo può sentirsi troppo sicuro di sé, ignorando le normali pratiche di sicurezza in immersione. L'attività mentale rallenta, aumentano i tempi di reazione e gli errori nelle funzioni cognitive, con conseguente aumento del rischio che un subacqueo gestisca male un incidente. La narcosi riduce sia la percezione del disagio da freddo che i brividi, influendo quindi sulla produzione di calore corporeo e consentendo di conseguenza un più rapido abbassamento della temperatura corporea in acqua fredda.
La relazione tra profondità e narcosi è talvolta informalmente nota come "legge di Martini", dove l'idea è che la narcosi abbia gli stessi effetti dell'assunzione di un martini ogni 10 m (33 piedi) sotto i 20 m (66 piedi) di profondità.

## Cause
La causa della narcosi è legata all'aumentata solubilità dei gas nei tessuti corporei, come conseguenza delle maggiori pressioni in profondità (legge di Henry). Teorie moderne suggeriscono che sia causata dai gas inerti che si dissolvono nel doppio strato lipidico delle membrane cellulari. Più recentemente, i ricercatori hanno studiato i meccanismi proteici dei recettori dei neurotrasmettitori come possibile causa della narcosi. La miscela di gas respirabile che entra nei polmoni del subacqueo ha la stessa pressione dell'acqua circostante, o pressione ambiente. Dopo ogni cambio di profondità, i gas dissolti nel sangue che passano attraverso il cervello equagliano la pressione ambiente entro un paio di minuti, il che si traduce in un effetto narcotico ritardato dopo la discesa a una nuova profondità. La compressione rapida potenzia la narcosi a causa della ritenzione di anidride carbonica.
La cognizione di un subacqueo può essere alterata già in immersioni poco profonde intorno ai 10 m (33 piedi), ma tali cambiamenti di solito non sono evidenti. Non esiste un metodo affidabile per prevedere la profondità alla quale la narcosi diventi evidente, o la gravità dell'effetto su ogni singolo subacqueo, poiché può variare da un'immersione all'altra anche nello stesso giorno.
Una compromissione significativa dovuta alla narcosi è un rischio che cresce in modo significativo al di sotto di una profondità di circa 30 m (100 piedi), corrispondente a una pressione ambiente di circa 4 bar (400 kPa). La maggior parte delle organizzazioni subacquee sportive raccomandano profondità che non superino a 40 m (130 piedi). Quando si respira aria a una profondità di 90 m (300 piedi) - una pressione ambiente di circa 10 bar (1.000 kPa) - la narcosi nella maggior parte dei subacquei porta ad allucinazioni, perdita di memoria e perdita di coscienza.
La narcosi viene paragonata al mal di montagna per quanto riguarda la sua variabilità nella modalità di insorgenza, ma non nei suoi sintomi. Gli effetti dipendono da molti fattori, con variazioni da individuo a individuo. Il freddo termico, lo stress, il lavoro pesante, la fatica e la ritenzione di anidride carbonica aumentano il rischio e la gravità della narcosi. L'anidride carbonica ha un alto potenziale narcotico e provoca anche un aumento del flusso sanguigno al cervello, amplificando gli effetti di altri gas. L'aumento del rischio di narcosi deriva dall'aumento della quantità di anidride carbonica trattenuta attraverso l'esercizio fisico intenso, la respirazione superficiale o a causa dello scarso scambio di gas nei polmoni.
È noto che la narcosi è amplificata anche da una minima intossicazione da alcool, come da altri farmaci sedativi e analgesici, come i narcotici oppiacei e le benzodiazepine.

## Meccanismo
Il meccanismo preciso non è ancora ben compreso, ma sembra che la narcosi sia causata dall'interruzione temporanea delle trasmissioni nervose per effetto diretto del gas che si dissolve nelle membrane nervose. Mentre l'effetto è stato osservato per la prima volta con l'aria, altri gas tra cui argon, kripton e idrogeno quando inalati ad una pressione superiore a quella atmosferica causano effetti molto simili. Alcuni di questi effetti possono essere dovuti all'antagonismo dei recettori NMDA e al potenziamento dei recettori GABAA, con un meccanismo simile a quello degli anestetici non polari come l'etere dietilico o l'etilene. Tuttavia, l'osservazione di questi effetti anche con gas argon, che è chimicamente inattivo, rende improbabile che siano dovuti a legami strettamente chimici con i recettori. Sarebbe quindi necessario un effetto fisico indiretto per influenzare i canali ionici delle cellule nervose, come il cambiamento nel volume della membrana. Trudel et al. ha suggerito un legame non chimico dovuto alla forza attrattiva di van der Waals tra proteine e gas inerti.
Analogamente al meccanismo dell'effetto dovuto all'etanolo, l'aumento del gas disciolto nelle membrane delle cellule nervose può causare un'alterata permeabilità agli ioni dei doppi strati lipidici delle cellule neurali. La pressione parziale di un gas richiesta per causare un grado misurato di alterazione si correla bene con la solubilità lipidica del gas: maggiore è la solubilità, minore è la pressione parziale necessaria.
Una delle prime teorie, l'ipotesi di Meyer-Overton, suggeriva che la narcosi si verifica quando il gas penetra nei lipidi delle cellule nervose del cervello, causando un'interferenza meccanica diretta con la trasmissione dei segnali da una cellula nervosa all'altra. Più recentemente sono stati identificati nelle cellule nervose dei specifici recettori che sembrano essere coinvolti nell'anestesia e nella narcosi. Tuttavia, l'idea di base che la trasmissione nervosa sia alterata in molte aree diffuse del cervello a causa di molecole di gas disciolte nelle membrane grasse delle cellule nervose rimane in gran parte incontestata.

## Diagnosi e trattamento
Durante un'immersione sintomi simili a quelli della narcosi possono essere causati da altri fattori come: problemi alle orecchie che causano disorientamento o nausea; segni precoci di tossicità da ossigeno che causano disturbi visivi; tossicità da anidride carbonica causata da malfunzionamento del rebreather, eccessivo lavoro respiratorio, atti respiratori inefficaci, o ipotermia che causa respirazione rapida e brividi. La diagnosi di narcosi può essere confermata dall'attenuazione degli effetti durante la risalita a una profondità inferiore. Tuttavia, in caso di diagnosi errata quando un'altra condizione sta causando i sintomi, la risalita ad una profondità inferiore è sempre una soluzione molto valida nella maggior parte dei casi.
La gestione della narcosi da gas inerte consiste semplicemente nel risalire a profondità minori, dove gran parte dell'effetto scompare in pochi minuti. In caso di complicazioni o di altre condizioni, l'ascensione rimane la risposta iniziale corretta. Se i problemi persistono, potrebbe essere necessario interrompere l'immersione. Il programma di decompressione può ancora essere seguito a meno che altre condizioni non richiedano assistenza di emergenza.
La narcosi da gas inerte può anche insorgere durante la risalita al cambio di gas ad un gas di decompressione con una frazione di azoto più elevata, che può essere confusa con i sintomi della malattia da decompressione. Questo è raro esempio di situazione in cui non è consigliabile risalire immediatamente. Se si sospetta che questo sia il problema, è meglio tornare al gas meno narcotico, se possibile, e riadattare il programma di decompressione. Questo problema può essere aggravato dalla possibilità di controdiffusione di gas inerte, che è più probabile che colpisca l'orecchio interno, e di solito può essere evitato con una migliore selezione di miscele di gas e profondità di commutazione dei gas.

## Prevenzione
Il modo più semplice per evitare la narcosi da azoto è che un subacqueo limiti la profondità delle immersioni. L'altra principale misura preventiva è la corretta scelta del gas da utilizzare per la particolare immersione in esame.
Poiché la narcosi diventa più grave all'aumentare della profondità, un subacqueo che si mantiene a profondità minori può evitare una grave narcosi. La maggior parte delle agenzie di addestramento ricreativo alla subacquea certifica i subacquei di livello base a profondità non superiori ai 18 m (60 piedi), poiché in questo limite la narcosi non presenta un rischio significativo. Normalmente è richiesto ulteriore addestramento per la certificazione fino a 30 m (100 piedi) in aria che include lo studio della narcosi, i suoi effetti e la sua gestione. Una formazione specializzata è necessaria per preparare i subacquei ricreativi ad affrontare una profondità fino 40 m (130 piedi). Oltre i 40 m le immersioni sono solitamente considerate tecniche, e richiedono una formazione e certificazione specifica.
Mentre il singolo subacqueo non può prevedere esattamente a quale profondità si verificherà l'inizio della narcosi in una data immersione, i primi sintomi di narcosi per ogni dato subacqueo sono spesso prevedibili in base all'esperienza personale. Ad esempio, un subacqueo può avere problemi con la messa a fuoco della vista, un altro può provare sintomi di euforia, un altro claustrofobia. Alcuni subacquei riferiscono di avere cambiamenti nell'udito e una diversa percezion del suono prodotto dalle loro bolle espirate. L'addestramento specialistico può aiutare i subacquei a identificare i segni personali di insorgenza, che devono quindi essere usati come segnale per risalire per evitare la narcosi, sebbene una grave narcosi possa interferire con il giudizio necessario per intraprendere un'azione preventiva.
Le immersioni profonde dovrebbero essere effettuate solo dopo un addestramento graduale per testare la sensibilità del singolo subacqueo all'aumentare della profondità, con un'attenta supervisione e registrazione delle reazioni. Le prove scientifiche non dimostrano che un subacqueo possa allenarsi per superare qualsiasi forma di narcosi a una data profondità o diventarne completamente tollerante.
La profondità narcotica equivalente (END) è un modo comunemente usato per esprimere l'effetto narcotico di diversi gas respiratori. Sul Manuale per le immersioni della National Oceanic and Atmospheric Administration (NOAA) è indicato che l'ossigeno e l'azoto dovrebbero essere considerati narcotici in equal misura. Le tabelle standard, basate sulle liposolubilità relative, elencano i fattori di conversione per l'effetto narcotico di altri gas. Ad esempio, l'idrogeno a una data pressione ha un effetto narcotico equivalente all'azoto a 0,55 volte quella pressione, quindi in linea di principio dovrebbe essere utilizzabile a più del doppio della profondità. L'argon ha 2,33 volte l'effetto narcotico dell'azoto, non è quindi un gas respirabile per le immersioni (può essere usato come gas per il gonfiaggio della muta stagna, a causa della sua bassa conducibilità termica). Alcuni gas hanno altri effetti pericolosi se respirati sotto pressione; ad esempio, l'ossigeno ad alta pressione può portare a tossicità da ossigeno. Sebbene l'elio sia il meno inebriante dei gas respiratori, a grandi profondità può causare la sindrome nervosa da alta pressione, un fenomeno ancora non compreso ma apparentemente non correlato. La narcosi da gas inerte è solo uno dei fattori che influenzano la scelta della miscela di gas; anche i rischi di malattia da decompressione, la tossicità da ossigeno, il lavoro respiratorio, il costo e altri fattori sono importanti.
A causa di effetti simili e additivi, i subacquei dovrebbero evitare prima di ogni immersione farmaci sedativi e droghe, come cannabis e alcool. I postumi di una sbornia, combinati con la ridotta capacità fisica che ne consegue, rendono più probabile la narcosi da azoto. Gli esperti raccomandano l'astinenza totale dall'alcool per almeno 12 ore prima dell'immersione e più a lungo per altre droghe.

## Prognosi ed epidemiologia
La narcosi è potenzialmente una delle condizioni più pericolose che può colpire il subacqueo al di sotto di circa 30 m (100 piedi) di profondità. Fatta eccezione per l'occasionale amnesia temporanea, gli effetti della narcosi vengono completamente rimossi durante la risalita e quindi non sono un problema di per sé, anche per esposizioni ripetute, croniche o acute. Tuttavia, la gravità delle conseguenze dovute a narcosi è imprevedibile, e può essere fatale durante l'immersione come risultato di un comportamento illogico in un ambiente pericoloso.
I test hanno dimostrato che tutti i subacquei sono affetti da narcosi da azoto, sebbene alcuni subiscano effetti minori rispetto ad altri. Anche se è possibile che alcuni subacquei imparino meglio di altri ad affrontare una ridotta funzione mentale, gli effetti sul comportamento sono sempre presenti. Questi effetti diventano poi particolarmente pericolosi qualora un subacqueo non percepisca di soffrire di narcosi, ma esserne comunque affetto.

## Storia
Il francese Victor T. Junod fu il primo ricercatore a descrivere i sintomi della narcosi nel 1834, osservando che "le funzioni del cervello sono attivate, l'immaginazione è vivace, i pensieri hanno un fascino particolare e, in alcune persone, sono presenti sintomi di intossicazione". Junod suggerì che la narcosi derivi dalla pressione che causa un aumento del flusso sanguigno e quindi stimola i centri nervosi. Walter Moxon (1836-1886), un eminente medico vittoriano, ipotizzò nel 1881 che la pressione forzasse il sangue a parti inaccessibili del corpo e che il sangue stagnante provocasse cambiamenti emotivi. Il primo rapporto sulla potenza anestetica correlata alla liposolubilità fu pubblicato da Hans H. Meyer nel 1899, intitolato Zur Theorie der Alkoholnarkose. Due anni dopo una teoria simile fu pubblicata indipendentemente da Charles Ernest Overton. Quella che divenne nota come ipotesi di Meyer-Overton confronta la potenza narcotica con la solubilità in olio.
Nel 1939, Albert R. Behnke e O. D. Yarborough dimostrarono che anche gas diversi dall'azoto potevano causare narcosi. Per un gas inerte la potenza narcotica è risultata proporzionale alla sua liposolubilità. Poiché l'idrogeno è solo 0,55 volte più solubile dell'azoto, tra il 1943 e il 1945 Arne Zetterström condusse esperimenti di immersione profonda usando l'hydrox, una miscela a base di idrogeno e ossigeno. Jacques-Yves Cousteau nel 1953 descrisse la narcosi come "l'ebbrezza delle grandi profondità" o "l'estasi degli abissi".
Ulteriori ricerche sui possibili meccanismi della narcosi mediante azione anestetica hanno portato al concetto di "concentrazione alveolare minima" nel 1965. Questo misura la concentrazione relativa di diversi gas necessari per prevenire la risposta motoria nel 50% dei soggetti in risposta allo stimolo e mostra risultati simili per la potenza anestetica come le misurazioni della solubilità dei lipidi. Il manuale delle immersioni (NOAA) è stato rivisto per raccomandare di trattare l'ossigeno come se fosse narcotico come l'azoto, in seguito alla ricerca di Christian J. Lambertsen et al. nel 1977 e nel 1978, ma questa ipotesi è stata contestata da lavori più recenti.
Uno studio sugli effetti dell'ambiente sulla narcosi da gas inerte pubblicato da Lafère et al. nel 2016 ha concluso che la pressione e la composizione del gas possono essere gli unici fattori esterni significativi che influenzano la narcosi da gas inerte. Ha anche scoperto che l'inizio della narcosi segue un breve periodo di maggiore vigilanza durante la discesa e alcuni degli effetti persistono per almeno 30 minuti dopo l'immersione. A partire dal 2020 circa, la ricerca che utilizza la frequenza critica di fusione dello sfarfallio (CFFF) e la connettività funzionale EEG ha mostrato sensibilità alla narcosi da azoto, ma non è sensibile alla pressione parziale dell'elio, negli studi di laboratorio.